# Psicologia delle masse e analisi dell'Io
Psicologia delle masse e analisi dell'Io è un'opera di Sigmund Freud pubblicata nel 1921. In questa monografia, Freud descrive i meccanismi psicologici attivati nel gruppo (massa) in azione.

## Descrizione

### La massa psicologica
Una massa, secondo Freud, è un'«entità provvisoria, costituita da elementi eterogenei saldati assieme per un istante». Con tale definizione, Freud, si riferisce agli scritti del sociologo e psicologo Gustave Le Bon (1841-1931), di cui riassume il lavoro all'inizio dell'opera nella sezione Le Bons Schilderung der Massenseele (La descrizione dell'anima delle masse in Le Bon). Come Le Bon, Freud afferma che, come parte della massa, l'individuo acquisisce un senso di potenza invincibile che gli permette di mettere in atto istinti che egli altrimenti avrebbe frenato come individuo isolato. La massa, infatti, essendo anonima e irresponsabile, permette all'individuo di cedere ai suoi istinti in quanto il senso di responsabilità, che raffrena gli individui, scompare del tutto. Per Freud, quindi, la massa permetterebbe all'individuo di sbarazzarsi delle rimozioni dei propri moti pulsionali inconsci.
Questi sentimenti di potere e di sicurezza consentono all'individuo non solo di agire come parte della massa, ma anche di sentirsi protetto. Tutto ciò è però accompagnato da una perdita di coscienza della personalità ("stato ipnotico") e dalla tendenza dell'individuo ad essere "contagiato" da qualsiasi emozione circoli all'interno della massa. Altra conseguenza è l'amplificazione di una particolare emozione, tramite un processo di "induzione reciproca" (fenomeno della suggestionabilità). Sia per Le Bon e sia per Freud, la massa risulta essere: «impulsiva, mutevole e irritabile. Ed è controllata quasi esclusivamente dall'inconscio»; inoltre i bisogni della massa non corrispondono mai all'interesse personale, né a quello dell'autoconservazione. Infine, le masse non conoscono la sete della verità; hanno bisogno di illusioni e a queste non possono rinunciare. Emerge in esse quello stesso predominio della vita fantastica e dell'illusione scaturita dal desiderio non appagato già riscontrato quale fattore determinante delle nervrosi.   

### Tipi di massa
Freud distingue tra due tipi di masse. Una è in genere di breve durata, caratterizzata da un interesse rapido e transitorio, ad esempio come frutto di particolari tendenze o avvenimenti. L'altro tipo è costituito da masse permanenti e durevoli, che sono altamente organizzate, come la Chiesa o l'Esercito. In particolare, queste due ultime istituzioni, vengono indicate da Freud come masse artificiali, poiché per impedirne la loro dissoluzione viene impiegata una coercizione esterna. Tuttavia, in tutti i tipi di masse, operano gli stessi fondamentali processi mentali.

### La libido
Freud facendo riferimento alla sua teoria degli istinti, ritiene che le masse siano tenute insieme da legami libidici. Ogni individuo nella massa agisce sugli impulsi d'amore (libido) che vengono deviati dai loro obiettivi iniziali (l'unione sessuale), per il raggiungimento di altri scopi, tra cui l'unione sociale. Nelle parole di Freud, esse non perseguono un particolare obiettivo sessuale diretto, ma "non funzionano quindi meno vigorosamente". I legami emotivi (relazioni d'amore deviate), costituirebbero quindi l'essenza della psiche collettiva (o istinto gregario). In sintesi, per Freud la massa è tenuta insieme da una particolare potenza: l'Eros. 
Freud parla anche del meccanismo dell'identificazione (in gran parte inconscia) con gli altri individui della massa, dovuto ad un aspetto affettivo posseduto in comune tra tutti i membri, e cioè il legame istituito con il capo, che rappresenta un elemento vincolante e legante. L'Io di ogni membro percepisce una somiglianza significativa con altri del gruppo (un ugual sentimento verso il capo) e si identifica con loro. Inoltre, l'ammirazione del leader del gruppo avviene anche attraverso il processo di idealizzazione. 
Freud è così giunto ad una conclusione: «Una massa primaria è costituita da un certo numero di individui che hanno messo un unico medesimo oggetto al posto del loro Ideale dell’Io e che pertanto si sono identificati gli uni con gli altri nel loro Io». 
Accanto a questa comune identificazione, Freud vede operante nelle masse un'altra forza, potremmo dire orizzontale - tanto quanto quella precedentemente descritta indica relazioni verticali capo-singoli - , denominata pulsione gregaria o istinto gregario, che negli uomini e nelle altre specie animali risulta innato.
Tale pulsione pare però derivata e secondaria rispetto alla precedente; la sua ontogenesi risiederebbe nel rapporto che i bambini istituiscono con i genitori, non appena tale relazione non è più esclusiva a causa della nascita di una fratello o sorella. Essa sorge come reazione all'invidia iniziale con cui il bambino più grande accoglie il più piccolo. [...] Di fronte al fatto che anche questo bambino viene amato allo stesso modo dai genitori e data l'impossibilità di mantenere il suo atteggiamento ostile senza danni per sé, è costretto a identificarsi con gli altri bambini e nello stuolo dei bambini si forma un sentimento collettivo o comunitario, che riceve il proprio ulteriore sviluppo nella scuola.
Pertanto, prosegue Freud, Tutti i singoli devono essere l'uno all'altro uguali, ma tutti vogliono essere dominati da uno solo. Molti uguali che possono identificarsi l'un l'altro, e un unico superiore a essi tutti, questa è la situazione che troviamo attuata nella massa capace di sopravvivere.

## Edizioni italiane
- Nuovi saggi di psicoanalisi. Al di là del principio di piacere. Psicologia delle masse e analisi dell'Io. Rivelazione dell'inconscio: l'Io e l'Es, trad. Umberto Barbaro, Roma, O.E.T. Edizioni del Secolo, 1946.
- Psicologia delle masse e analisi dell'Io, traduz. di Emilio A. Panaitescu, Collana Biblioteca n.12, Torino, [Bollati] Boringhieri, 1975.
- Psicologia delle masse e analisi dell'Io, traduzione di Cecilia Galassi e Jean Sanders, Roma, Newton Compton, 1992, ISBN 978-88-798-3995-2.
- Psicologia delle masse e analisi dell'Io, traduzione di Enrico Ganni, A cura di Davide Tarizzo, Collana Piccola Biblioteca Einaudi. Classici, Torino, Einaudi, 2013, ISBN 978-88-062-1066-3.